# Boulevard Mortier
Boulevard Mortier é uma avenida do 20º arrondissement de Paris. É um elemento do cinturão de avenidas exteriores conhecido como Boulevards dos Marechais.

## Localização e acesso

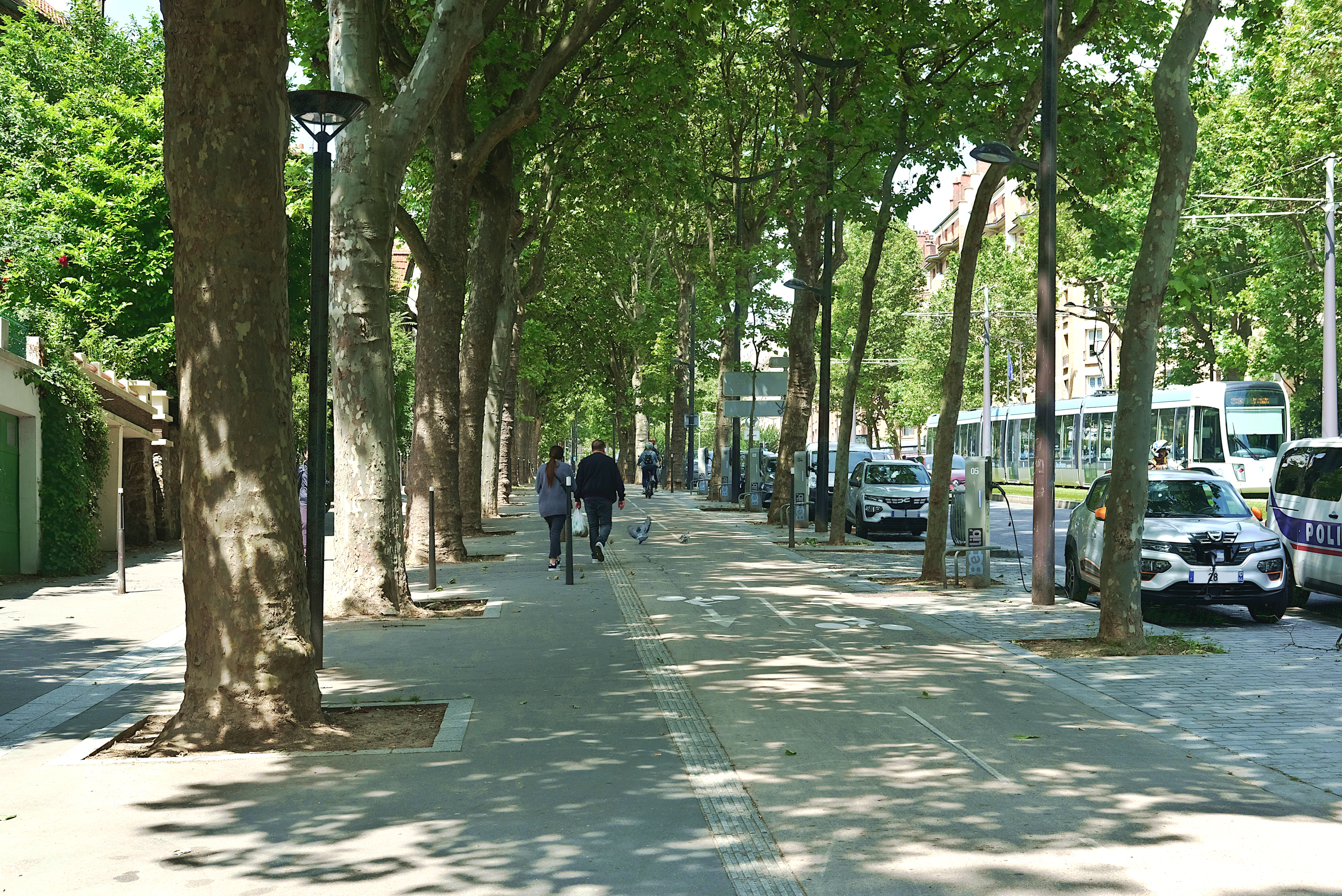
O Boulevard Mortier, perto da Porta de Bagnolet, em 2024.

O boulevard começa na Porta de Bagnolet e chega à Porta das Lilas, onde dá lugar ao Boulevard Sérurier. Tem 1.350 metros de comprimento e largura entre 37,5 e 40 metros. A oeste, perto de Porta de Bagnolet, fica o conjunto habitacional Campagne à Paris. Depois de ser acessível pela linha de ônibus Petite Ceinture, o Boulevard Mortier agora é acessível pela Linha 3b do Tramway.

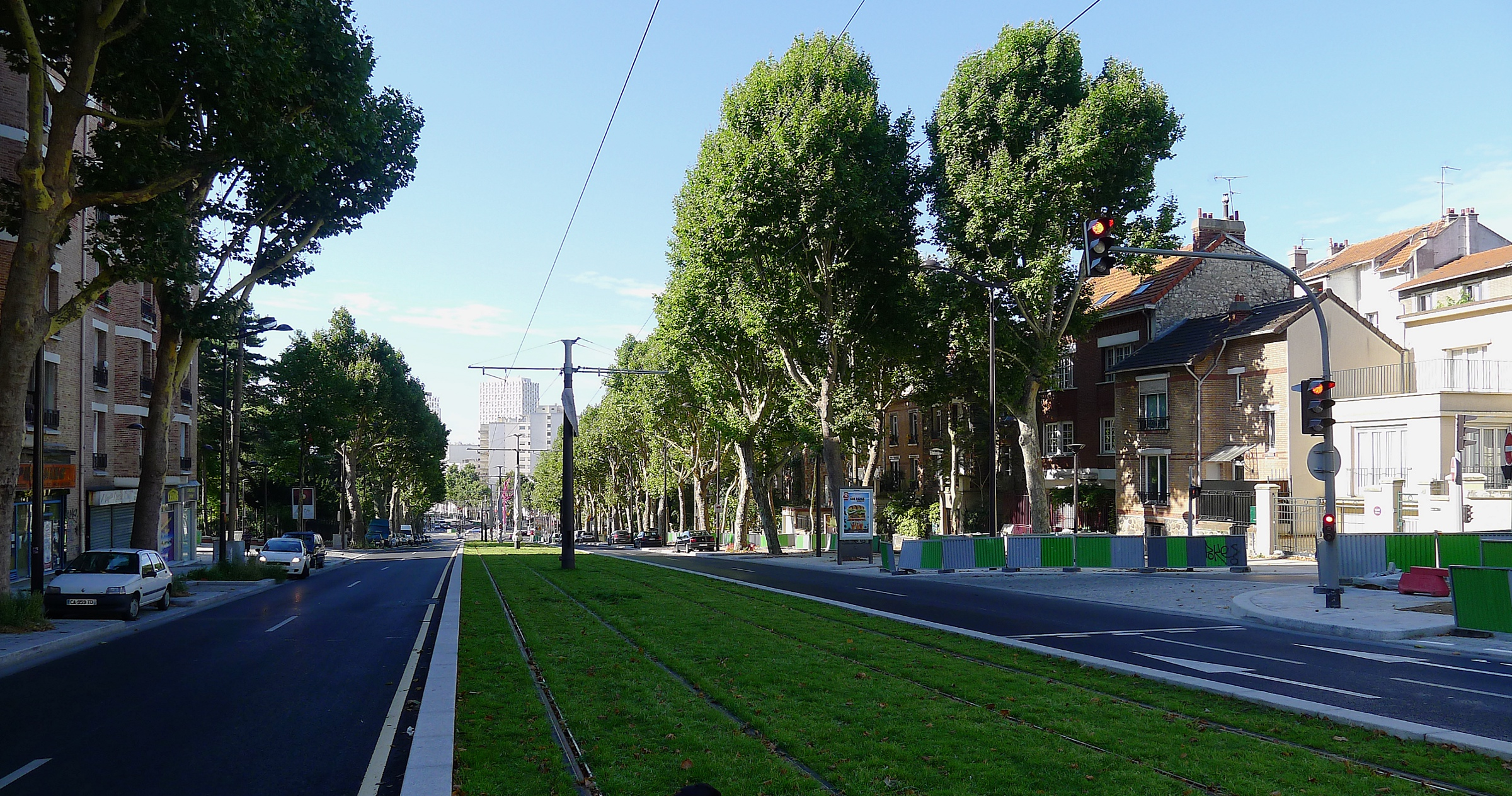
Boulevard Mortier visto em direção à Porta de Bagnolet após a conclusão das obras do T3b em agosto de 2012.
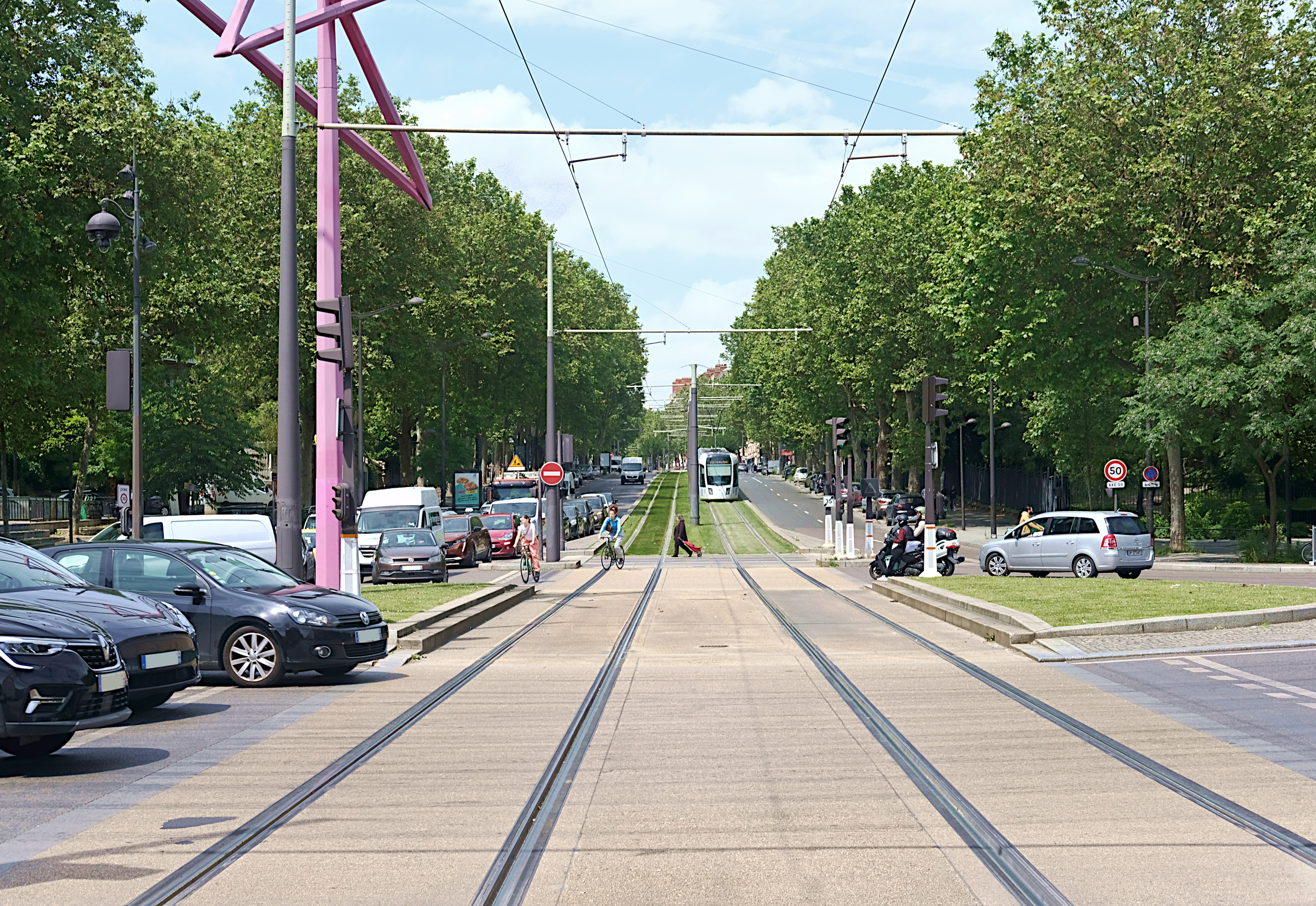
Linha de Tramway T3b descendo o Boulevard Mortier e chegando à Porta de Bagnolet.

## Origem do nome
Leva o nome de Édouard Mortier (1768-1835), Duque de Treviso, Marechal da França desde 1804.

## Histórico
O Boulevard Mortier faz parte do anel de avenidas criado a partir de 1861 ao longo da muralha da cidade de Thiers, no lugar da Rue Militaire. Recebeu o nome atual em 1864.

Composto por seções bastante estreitas até ao desmantelamento do recinto em 1919, a sua largura foi regularizada como a de todos os Boulevards dos Marechais no início da década de 1920.

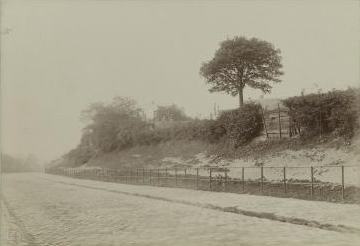
Boulevard Mortier em 1905, perto da rue de la Justice.
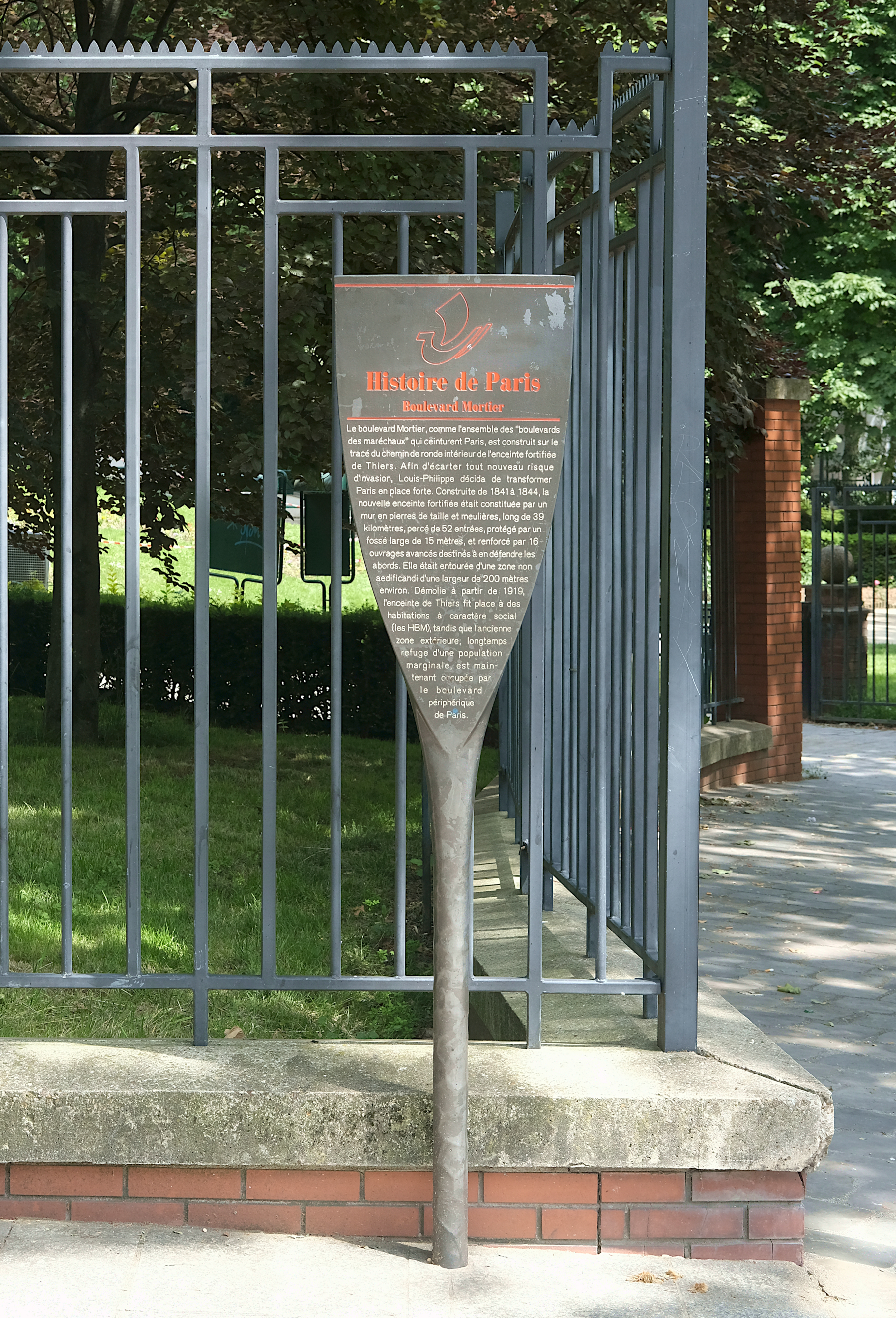
Painel de História de Paris.

## Edifícios notáveis e lugares de memória
- Depois do número 19 fica a rue Camille-Bombois, uma pequena rua com uma escadaria que leva até à rua Irénée-Blanc, pertencente ao conjunto habitacional Campagne à Paris.
- No número 67, em 24 de agosto de 1944, o grupo FTP de Saint-Fargeau atacou uma coluna da SS em uma barricada localizada na esquina da rue de la Justice.[1]
- Nº 82-88, Jacques Duclos teria residido lá em julho de 1940.[2]
- No número 141 fica o quartel de Tourelles, que abriga a sede da DGSE.[3]

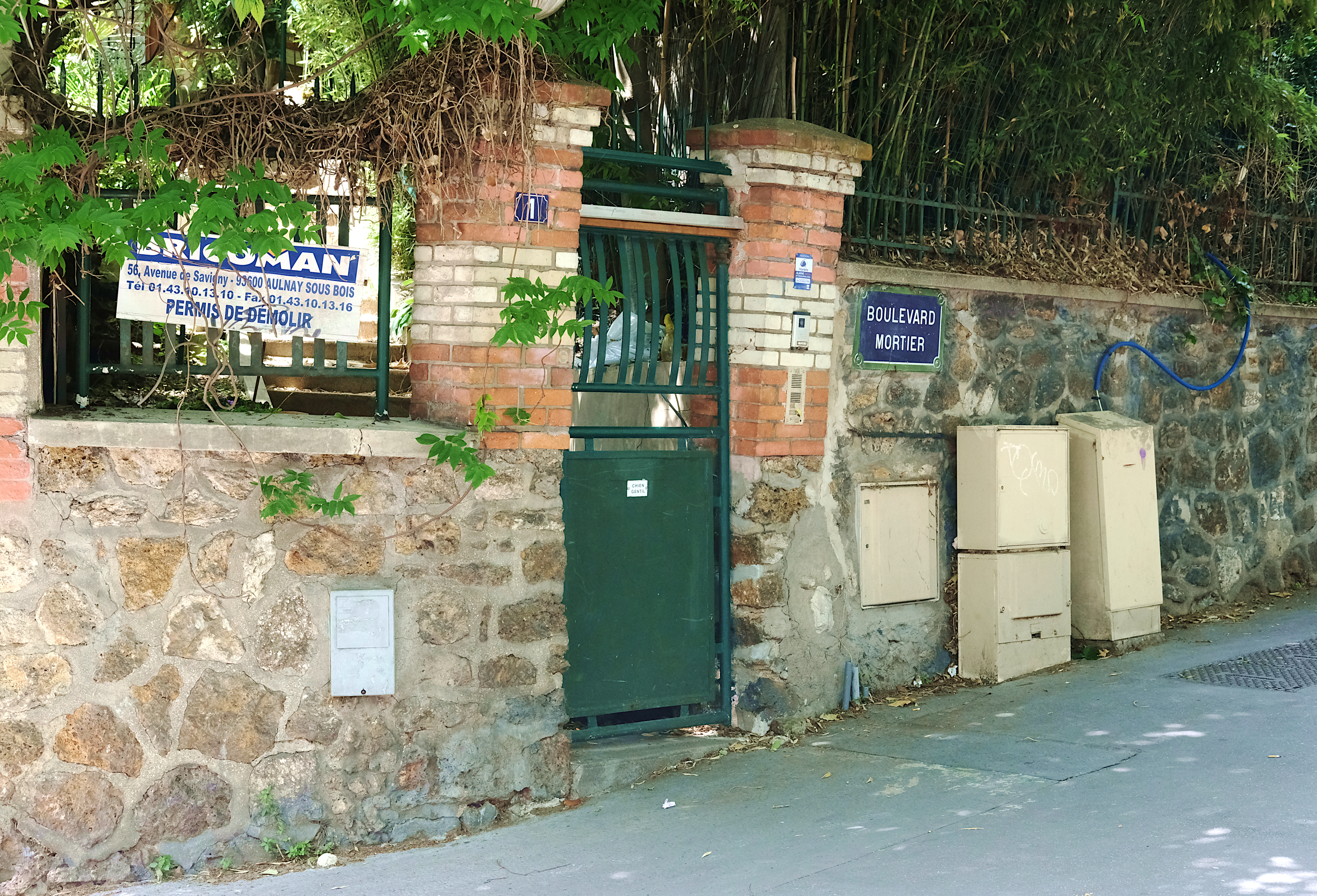
Entrada do n°1.
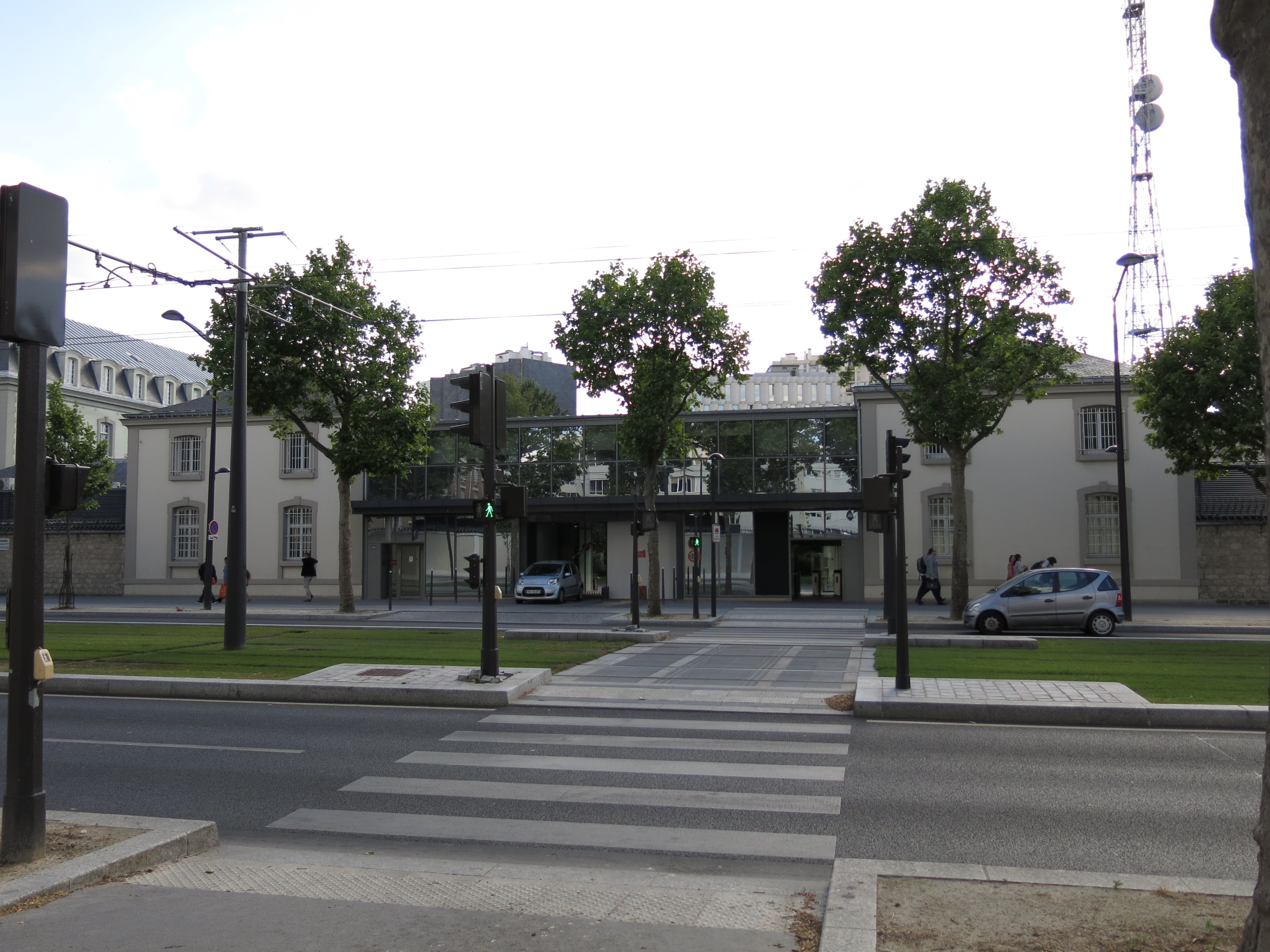
Quartel de Tourelles, sede do DGSE.
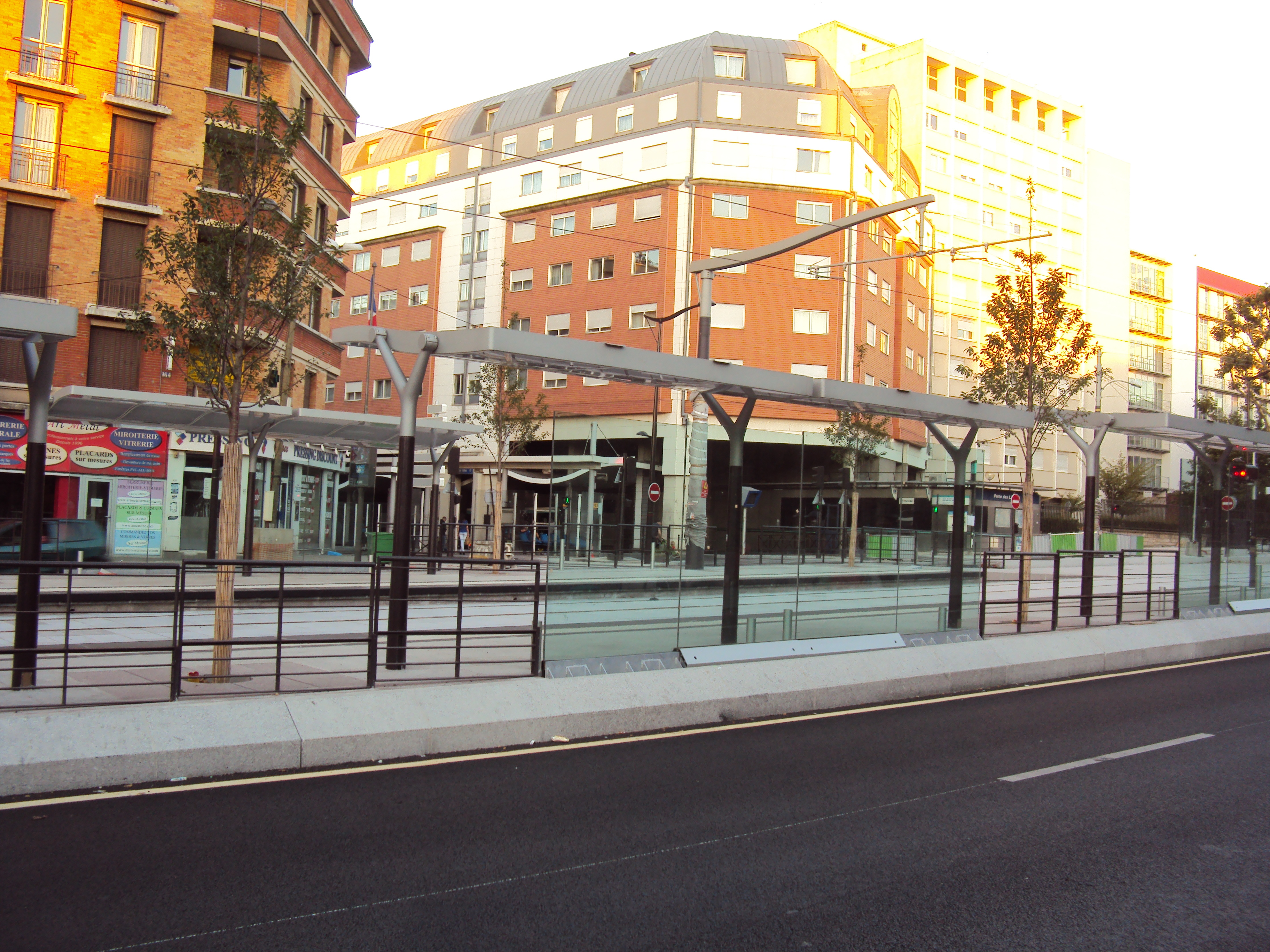
Estação de bonde Porte des Lilas.
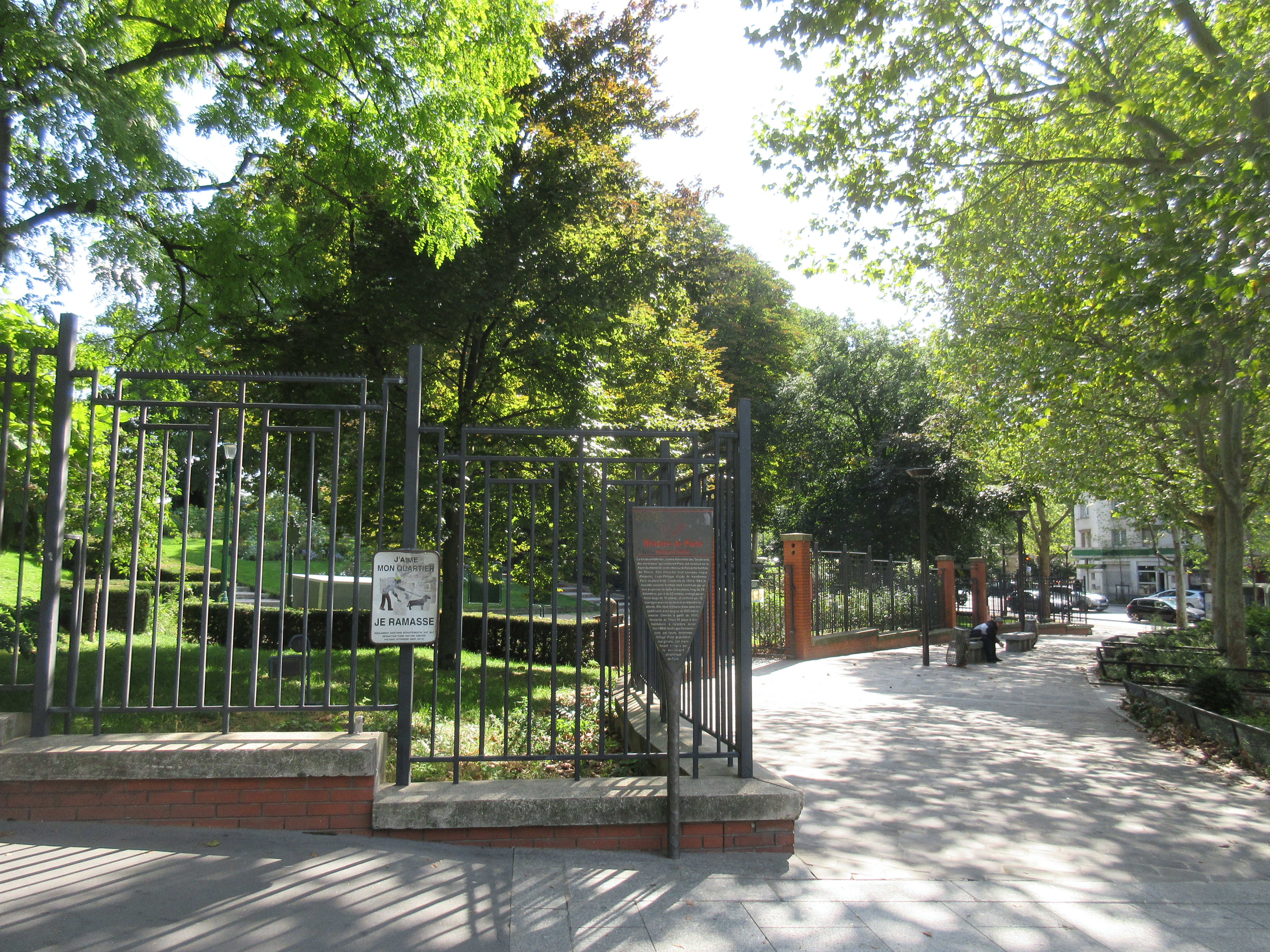
Entrada na Praça Séverine.